# 남면 (양주시)
남면(南面)은 대한민국 경기도 양주시의 면이다. 넓이는 36.54 km2이고, 인구는 2019년 말 주민등록 기준으로 7,250명이다. 원래 적성군, 연천군에 속했으므로, 이름과 달리 현재 양주시 행정구역의 최북단에 있다.

## 역사
- 1466년 ~ 1914년 3월 31일 : 경기도 적성군 남면
- 1914년 4월 1일 : 경기도 연천군 남면
- 1945년 11월 4일 : 경기도 파주군 남면
- 1946년 2월 5일 : 경기도 양주군 남면
- 2003년 10월 19일 : 경기도 양주시 남면

## 법정리
- 신산리(莘山里)
- 신암리(神岩里)
- 구암리(龜岩里)
- 경신리(庚申里)
- 입암리(笠岩里)
- 황방리(篁芳里)
- 한산리(閑山里)
- 상수리(湘水里)
- 두곡리(杜谷里)
- 매곡리(梅谷里)

## 문화재
- 이준선생묘 - 경기도 기념물 제120호